# Assis Valente
José de Assis Valente (Santo Amaro, 19 de marzo de 1911 - Río de Janeiro, 6 de marzo de 1958) fue un ilustrador y compositor brasileño.
Es conocido por componer varios éxitos para Carmen Miranda, además de la canción "Brasil Pandeiro", que fue rechazada por ella, pero que se convirtió en un inmenso éxito con Anjos do Inferno y especialmente con Novos Baianos.
Valente es considerado como un pionero de la música popular brasileña, habiendo creado en el país canciones típicas de las festividades juninas (como Cai, Cai, Balão) y de Navidad (como Boas Festas), ambas de 1933.

## Biografía
José de Assis Valente nació en el estado de Bahía el 19 de marzo de 1911. Fue hijo de José de Assis Valente y María Esteves Valente. Según relataba, fue robado a sus padres cuando aún era joven, para luego ser entregado a una familia de Santo Amaro que le dio educación, al tiempo que lo obligaba a trabajar.
Cuando tenía seis años sufrió otro cambio, siendo criado por el matrimonio de Georgina y Manoel Cana Brasil, de Alagoinhas. Valente realizaba a regañadientes el trabajo doméstico pero, con el traslado de la pareja a la capital de Bahía, pronto encontró trabajo en el Hospital Santa Izabel donde Manoel trabajaba como dentista y, por sus habilidades, acabó siendo contratado por el hermano médico de su padre adoptivo, que dirigía la Maternidad de Bahía. Allí demostró talento y fue matriculado en el Liceo de Artes e Oficios de Bahía, con el fin de mejorar sus habilidades en dibujo y escultura, dividiendo su tiempo entre el trabajo y el estudio.
Por esa época, fue invitado por un sacerdote a trabajar en un hospital católico de Senhor do Bonfim en el interior, pero, tras recitar versos anticlericales del poeta Guerra Junqueiro en una fiesta popular, fue despedido. Luego ingresó al Circo Brasileiro, en el que recitaba versos de grandes poetas e improvisaba.

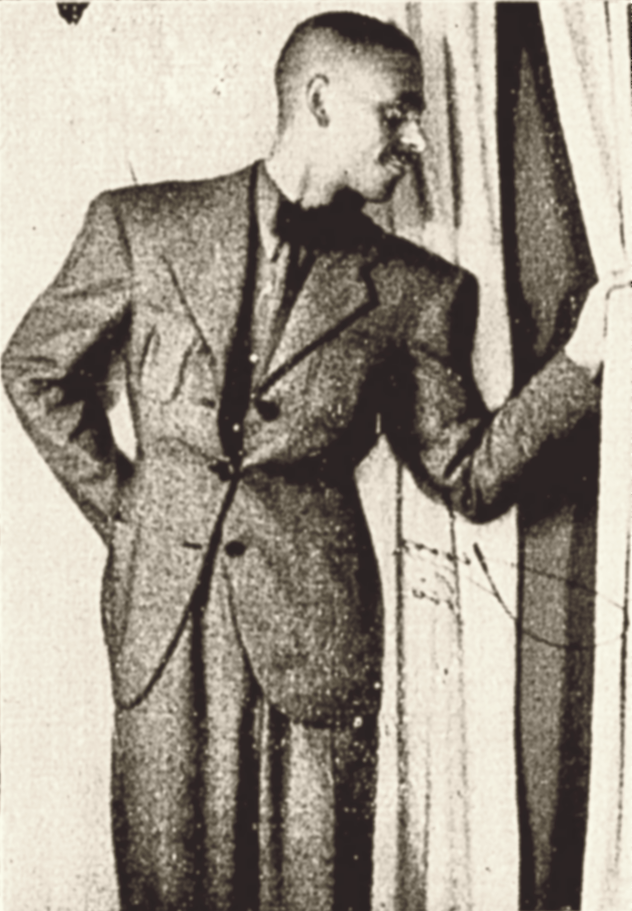
Valiente en 1939

En 1927 se mudó a la ciudad de Río de Janeiro, donde trabajó como protésico y logró publicar algunos dibujos en revistas como Shimmy y Fon-Fon.
En la década de 1930 compuso sus primeras sambas, animado por Heitor dos Prazeres. Muchas de sus composiciones fueron un éxito en las voces de grandes intérpretes de la época, como Carmen Miranda, Orlando Silva, Carlos Galhardo, entre otros. 
Debido a una deuda cobrada por Elvira Pagã, Assis Valente intentó suicidarse por primera vez cortándose las venas. Elvira había cantado algunos de sus éxitos, junto a su hermana.
En 1938, anunció que pondría fin a su carrera como compositor. La revista Carioca declaró en un artículo en su honor: «Assis Valente fue sin duda una de las mayores revelaciones de la samba de los últimos tiempos. Su nombre apareció en un instante. Creció rápidamente (...) Durante mucho tiempo fue el "as" de la música popular. No había ninguna revista que saliera a escena sin que una, o más, de sus canciones no estuvieran incluidas en la obra. Era algo de nunca acabar.»
Se casó el 23 de diciembre de 1939 con Nadyli da Silva Santos. El 13 de mayo de 1941 intentó suicidarse una vez más, saltando desde Corcovado, intento que fracasó porque su caída fue amortiguada por los árboles. En 1942 nació su única hija, Nara Nadyli, tras lo cual se separó de su esposa.

### Muerte
Desesperado por sus deudas, Assis Valente acudió a la oficina de derechos de autor con la esperanza de conseguir dinero, sin éxito. Llamó a los empleados para darles instrucciones en caso de su muerte y luego a dos amigos para comunicarles su decisión. Sentado en un banco de la calle, ingirió insecticida, dejando una nota en su bolsillo para la policía, pidiendo a su colega compositor y amigo Ary Barroso que le pagara dos cuotas pendientes de alquiler. Murió a las seis de la tarde. En la nota, dejó un último "verso":
"Vou parar de escrever, pois estou chorando de saudade de todos, e de tudo." ("Voy a dejar de escribir, pues estoy llorando por extrañarlos a todos, y a todo.")

## Obra
Su obra musical fue muy fructífera, componiendo casi una canción al día, muchas de ellas vendidas a bajo precio a terceras personas que luego aparecían como autores. Su primer éxito, en 1932, fue "Tem Francesa no Morro", cantado por Araci Cortes. También fue autor de obras para el teatro de revista, como "Rei Momo na Guerra", de 1943, con la colaboración de Freire Júnior.
Después de su muerte, cayó en el olvido, para ser finalmente redescubierto en los años 1960, y continuó siendo regrabado en las voces de grandes intérpretes de la música popular brasileña, como Chico Buarque, Maria Bethânia, Novos Baianos, Elis Regina, Adriana Calcanhotto, Ná Ozzetti, Luciana Mello, etc.
Su abundante producción logró popularizar expresiones que se hablaban en todo Brasil, como "Deixa estar, jacaré", o que se repitieron a lo largo de los años, como "Cai, Cai, Balão". Entre sus principales éxitos se encuentran:
| Composición                   | Junto a                            | Año  | Estilo | Intérpretes                      |
| ----------------------------- | ---------------------------------- | ---- | ------ | -------------------------------- |
| A Folia Chegou                | —                                  | 1938 | marcha |                                  |
| A Infelicidade me Persegue    | —                                  | 1936 | samba  | Sônia Carvalho; Dora Lopes       |
| A Rosa e Vento                | —                                  |      | samba  |                                  |
| A Saudade me Viu              |                                    | 1938 | samba  | Bando da Lua                     |
| A Semana Findou               |                                    | 1950 | samba  |                                  |
| A Vida é Boa                  | Herivelto Martins e Francisco Sena | 1934 | marcha |                                  |
| Abre a Boca e Fecha os Olhos  |                                    | 1933 | samba  | Moreira da Silva                 |
| Acabei a Paciência            |                                    | 1933 | samba  | Jaime Vogeler                    |
| Acorda, São João              |                                    | 1934 | marcha | Carmen Miranda, Moraes Moreira   |
| Adivinhação                   | —                                  | 1936 | marcha | Bando da Lua                     |
| Boneca de pano                | —                                  | 1950 | samba  | Carmen Costa                     |
| Brasil Pandeiro               | —                                  | 1940 | samba  | Bando da Lua                     |
| Cai, Cai, Balão               | —                                  | 1933 | marcha | Francisco Alves e Aurora Miranda |
| Camisa Listrada               | —                                  | 1937 | choro  | Marlene                          |
| E o Mundo Não se Acabou       | —                                  | 1938 | choro  | Marlene                          |
| Este Samba Foi Feito pra Você | Humberto Porto                     | 1935 | samba  |                                  |
| Fez Bobagem                   | —                                  | 1942 | samba  |                                  |
| Good Bye, Boy                 | —                                  | 1933 | marcha | Carmen Miranda                   |
| Tem Francesa no Morro         | —                                  | 1932 | samba  | Araci Cortes                     |
| Uva de Caminhão               | —                                  | 1939 | samba  | Marlene                          |

## Discografía y homenajes
Cuatro álbumes póstumos reúnen las obras del compositor:
- Assis Valente (1970) - RCA/Abril Cultural 33/10 en
- Assis Valente (1977) - Abril Cultural 33/10 pulg.
- Assis Valente (1989) - FUNARTE LP
- Assis Valente com Dendê - Sons da Bahia (Secretaría de Cultura y Turismo de Bahía - Bahiatursa); Salvador, 1999.

En 1956 se lanzó el disco "Marlene Apresenta Sucessos de Assis Valente", de la cantante Marlene. La Rede Globo le dedicó un programa completo de la serie "Brasil Especial" en 1997. La misma emisora, en los años 1980, utilizó un título de una de sus composiciones para nombrar un programa – "Brasil Pandeiro" – presentado por la actriz Beth Faria.
- "Brasil Pandeiro - Assis Valente", obra de Ed. Irmãos Vitale (Colección "Canta um Conto", 2004, ISBN 8574071730 ) trae un poco de la obra del gran compositor.